# Exeter (Ontario)
Exeter ist eine Gemeinde in der Gebietskörperschaft (municipality) South Huron im Huron County in der kanadischen Provinz Ontario mit 4785 Einwohnern (2011).

## Geographie
Die Städte London und Cambridge befinden sich 50 Kilometer entfernt im Südosten bzw. 95 Kilometer entfernt im Osten. Im Norden von Exeter kreuzen sich die Verbindungsstraßen Ontario Highway 4 und Huron County Road 83. Die Entfernung zum Ostufer des Huronsees beträgt 20 Kilometer.

## Geschichte

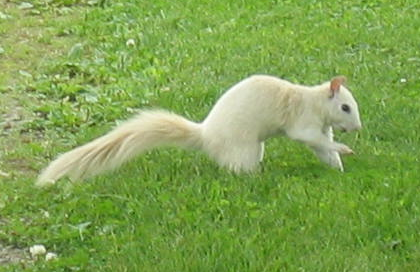
Weißes Eichhörnchen
(White squirrel)

Die Stadt Exeter wurde im Jahr 1832 von irischen Siedlern gegründet und nach Exeter, der Hauptstadt der Grafschaft Devon im Südwesten Englands benannt. Aufgrund seiner verkehrsgünstigen Lage im Huron Tract bot Exeter vielfältige Möglichkeiten für Unternehmer und entwickelte sich bald zu einem kommerziellen Zentrum für die umliegende Region. Ab dem Jahr 1992 erfolgte eine Anbindung an die Goderich–Exeter Railway, die in der Hauptsache Autoteile, Holzprodukte, Salz, Düngemittel und verschiedene Getreidearten transportiert.
Zunehmend gewinnt der Tourismus an Bedeutung. Das Vorkommen von weißen Eichhörnchen (White squirrel) wird diesbezüglich zu Werbezwecken genutzt, der Ort wirbt mit dem Motto Home of the White Squirrel und veranstaltet jährlich im Frühjahr ein White Squirrel Festival.

## Söhne und Töchter der Stadt
- Harriet Brooks (1876–1933), Atomphysikerin
- Julie Czerneda (* 1955), Science-Fiction-Autorin
- Donald Fleming (1905–1986), Politiker
- Harry Clifford Northcott (1890–1976), Geistlicher
- Robert Stanbury (1929–2017), Politiker